# Петров, Виктор Семёнович
Виктор Семёнович Петров (1910 — 1986) — советский промышленный деятель, Герой Социалистического Труда (1971). Член ВКП(б) с 1939 года.

## Биография
Родился 12 января 1910 года в селе Лавровское Кокчетавского уезда Акмолинской области (ныне — Айыртауский район Северо-Казахстанской области Казахстана).
Окончил среднюю школу. Отслужив срочную службу, работал на предприятиях Москвы, учился в Московском вечернем машиностроительном институте. К началу Великой Отечественной войны работал на Краснопресненском машиностроительном заводе.
27 августа 1941 года повторно призван на службу в Рабоче-Крестьянскую Красную Армию и направлен на фронт Великой Отечественной войны. Воевал на Брянском, Белорусском, 1-м и 2-м Белорусских фронтах. Конец войны встретил в Германии. Под его руководством проводился ремонт повреждённых в ходе боевых действий орудий, пулемётов, миномётов, стрелкового оружия, иного вооружения и военного имущества, а также строился зенитный бронепоезд.
После увольнения в запас Петров работал на Московском заводе № 28 (ныне — АО «Московский завод счётно-аналитических машин имени В. Д. Калмыкова»), прошёл путь от начальника цеха до главного инженера. Одновременно окончил заочный факультет Московского машиностроительного института.
С 1954 года был директором Московского завода счётно-аналитических машин имени В. Д. Калмыкова, являвшегося первым и крупнейшим в Советском Союза производителем электронно-вычислительных машин, опытной площадкой для разработки и освоения технологии их производства. На заводе производилось несколько поколений советских электронно-вычислительных машин, которые широко применялись в гражданской и военной промышленности, Вооружённых Силах СССР, космической отрасли, вычислительных центрах.
С 1973 года находился на хозяйственных должностях.
Умер 20 июля 1986 года.

## Награды
Закрытым Указом Президиума Верховного Совета СССР в 1971 году за «выдающиеся заслуги в выполнении заданий восьмой пятилетки» Виктор Семёнович Петров был удостоен высокого звания Героя Социалистического Труда с вручением ордена Ленина и медали «Серп и Молот».
Был награждён двумя орденами Ленина, двумя орденами Отечественной войны 1-й степени, орденами Отечественной войны 2-й степени, Трудового Красного Знамени, Красной Звезды и «Знак Почёта», а также рядом медалей.